# Xylocopa lateralis
Xylocopa lateralis är en biart som beskrevs av Thomas Say 1837. Xylocopa lateralis ingår i släktet snickarbin, och familjen långtungebin. Inga underarter finns listade i Catalogue of Life.